# Tatiana Nabieva
Tatiana Olegovna Nabieva (en russe : Татьяна Олеговна Набиева), née le 21 novembre 1994 à Saint-Pétersbourg, est une gymnaste russe.

## Palmarès

### Championnats du monde
- Rotterdam 2010
  -  médaille d'or au concours par équipes

- Tokyo 2011
  -  médaille d'argent au concours par équipes
  -  médaille d'argent aux barres asymétriques

- Nanning 2014
  -  médaille de bronze au concours par équipes

### Championnats d'Europe
- Birmingham 2010
  -  médaille d'or au concours par équipes
  -  médaille de bronze au saut de cheval

- Berlin 2011
  -  médaille d'argent aux barres asymétriques
  - 4e au saut de cheval